# Oberea ocellata
Oberea ocellata là một loài bọ cánh cứng trong họ Cerambycidae.